# Tuyên truyền viên
Tuyên truyền viên là tên gọi chỉ chung về một chức danh, công việc ở Việt Nam về những người chuyên thực hiện các hoạt động tuyên truyền các chủ trương, chính sách của Đảng Cộng sản Việt Nam và Nhà nước Việt Nam, pháp luật của Nhà nước Việt Nam đến các đối tượng nhân dân.

## Tổng quan
Theo một số liệu thống kê năm 2013, ở Việt Nam hiện nay có gần 80.000 tuyên truyền viên miệng với cơ cấu như sau:
- Ở cấp Trung ương có 375 báo cáo viên làm nhiệm vụ tuyên truyền miệng.
- Ở cấp tỉnh, có 3.240 tuyên truyền viên
- Trong đó tại 659 huyện, 10.732 xã, phường, thị trấn mỗi cấp có 1 báo cáo viên.
- Đội ngũ tuyên truyền viên gồm 65.000 người.

Cách thức hoạt động của tuyên truyền viên chủ yếu bằng phương pháp tuyên truyền miệng, thông qua việc kêu gọi, hô hào (bằng loa hay bằng đài phát thanh), thông báo, thông tin, phổ biến, quán triệt các chủ trương, chính sách của Đảng Cộng sản Việt Nam đến người dân, thậm chí đến từng hộ gia đình. Tuyên truyền viên có thể hiểu theo nghĩa rộng hơn là người tự nguyện nhận một nhiệm vụ phổ biến một thông điệp nào đó đến các đối tượng cần thông tin.

## Vai trò
Đảng Cộng sản Việt Nam rất coi trọng công tác tuyên truyền nên các tuyên truyền viên luôn được chú trọng, theo đó các tuyên truyền viên là cầu nối giữa Đảng, Nhà nước với nhân dân, là mắt xích, cầu nối giữa Đảng, Nhà nước với nhân dân, giữa Trung ương, địa phương và cơ sở để để mọi tầng lớp nhân dân, gia đình được phổ biến chủ trương, đường lối, chính sách của Đảng và Nhà nước, đấu tranh chống các thông tin, quan điểm sai trái, thù địch xuyên tạc, bóp méo tình hình đất nước, chống phá chế độ. Ngoài ra công đoàn cũng chú trọng đến việc phát triển mạng lưới tuyên truyền viên. Trên thực tế thì các tuyên truyền viên vì nhận bổng lộc của Đảng Cộng sản Việt Nam nên nhiệm vụ của họ là bảo vệ quan điểm của Đảng hơn là giúp cho người dân hiểu rõ tình hình đất nước, tạo cơ hội cho mọi người tranh luận để đưa tới những quan điểm tiến bộ, đúng đắn.
Về tuyên truyền viên pháp luật, các tuyên truyền viên pháp luật cơ sở là lực lượng nòng cốt trong công tác phổ biến giáo dục pháp luật tại cơ sở. Đội ngũ này thường được nhiều địa phương chú trọng tập huấn nghiệp vụ để thực hiện công tác tuyên truyền pháp luật. một số nơi còn trang bị cả "sổ tay pháp luật" danh cho tuyên truyền viên. Để thực hiện tốt công tác tuyên truyền thì bản thân mỗi tuyên truyền viên phải nêu gương để đối tượng được tuyên truyền thực hiện theo.

## Phân loại
Tuyên truyền viên có thể chia làm hai loại: Tuyên truyền viên chính trị (tuyên truyền viên) và tuyên truyền viên pháp luật.
Tuyên truyền viên chính trị là các tuyên truyền viên thực hiện công tác tuyên truyền thuần túy về mặt chính trị. Thường là công tác tuyên giáo hay tuyên huấn ở Việt Nam, đây là các chức danh trong hệ thống tổ chức các cơ sở Đảng và đoàn thể. Chức năng của các tuyên truyền viên này là phổ biến các chủ trương, chính sách của Đảng Cộng sản Việt Nam (như các Nghị quyết, Chỉ thị, Thông tri.... và các chính sách khác của Đảng Cộng sản Việt Nam) đến nhân dân, có thê kiêm nhiệm cả chức năng vận động, công tác tư tưởng.... Lực lượng này có trong các tổ chức Đảng, Đoàn thể (như Mặt trận Tổ quốc, Hội phụ nữ, Hội Cựu chiến binh....)
Tuyên truyền viên pháp luật là lực lượng tuyên truyền viên ở cấp cơ sở (xã, phường, thị trấn, thôn, xóm, ấp, tổ dân phố....), lực lượng này có nhiệm vụ tuyên truyền, phổ biến các quy định của pháp luật hiện hành của Việt Nam đến các đối tượng nhân dân nhằm cung cấp thông tin pháp luật, nâng cao nhận lực pháp luật qua đó tăng cường ý thức chấp hành pháp luật của nhân dân. Tuyên truyền viên pháp luật là chức danh ở cấp cơ sở, cấp quận, huyện có báo cáo viên pháp luật cấp quận, huyện, cấp thành phố có báo cáo viên pháp luật thành phố, cấp tỉnh, Trung ương thì có báo cáo viên pháp luật Trung ương (Bộ, ngành, Đoàn thể ở Trung ương). Phương châm của nhà nước Việt Nam hiện nay là biến mỗi đảng viên Đảng Cộng sản Việt Nam là một tuyên truyền viên pháp luật.

## Trong văn học
Hình ảnh tuyên truyền viên được khắc họa rõ nét thông qua tác phẩm "Đôi mắt" (trước có tên là "Tiên sư thằng Tào Tháo") của nhà văn Nam Cao. Trong tác phẩm này giới thiệu về một tuyên truyền viên có tên là Độ. Độ cùng với Hoàng là những trí thức, nhà văn trong giai đoạn của cuộc Cách mạng tháng Tám. Độ tài năng văn chưa kém hơn Hoàng, tuy nhiên khi Cách mạng tháng 8 nổ ra, Độ đã có một cách nhìn mới, anh hoàn toàn rũ bỏ thân phận trí thức để trở thành một tuyên truyền viên lăn lộn cùng với người dân nghèo khổ, cùng với anh em công nhân để thực hiện nhiệm vụ của mình. Câu chuyện mô tả đối thoại giữa Độ và Hoàng, trong đó cách nhìn của Hoàng về cơ bản không thay đổi. Và Độ cũng từng nhận mình chỉ là một "tuyên truyền viên nhãi nhép".